# اچ‌ام‌اس اسواردفیش (۱۹۱۶)
اچ‌ام‌اس اسواردفیش (۱۹۱۶) (به انگلیسی: HMS Swordfish (1916)) یک زیردریایی بود که طول آن ۲۳۱ فوت ۳٫۵ اینچ (۷۰٫۴۹۸ متر) بود. این زیردریایی در سال ۱۹۱۶ ساخته شد.